# Gāf
گ‬ – litera alfabetu perskiego, oznaczająca dźwięk [g]. Używana jest głównie w języku perskim, pasztuńskim (jako ګ), kurdyjskim, ujgurskim oraz urdu. Nie występuje w standardowym alfabecie arabskim, używanym do zapisu języka arabskiego, choć ma zastosowanie w mezopotamskiej odmianie języka arabskiego.

## Postacie litery[5]
| Postać: | izolowana | końcowa | środkowa | początkowa |
| ------- | --------- | ------- | -------- | ---------- |
| Wygląd: | گ‬         | ـگ‬      | ـگـ‬      | گـ‬         |

## Kodowanie[5]
| Znak                   | گ                 | گ                 |
| ---------------------- | ----------------- | ----------------- |
| Nazwa w Unikodzie      | Arabic Letter Gaf | Arabic Letter Gaf |
| Kodowanie              | dziesiątkowo      | szesnastkowo      |
| Unicode                | 1711              | U+06AF            |
| UTF-8                  | 218 175           | da af             |
| Odwołania znakowe SGML | &#1711;           | &#x06AF;          |